# Examen de passage
Examen de passage (titre original : University) est une nouvelle de science-fiction de Peter Phillips à tonalité sarcastique.
Les membres d'un vaisseau spatial d'exploration entrent en contact avec une civilisation extraterrestre. On leur annonce qu'ils ont été détectés et qu'ils vont être soumis à des tests pour déterminer si l'espèce humaine est assez « mature » pour faire partie de la Civilisation galactique. Il s'agit de faire comme on ferait passer un examen de passage à une personne souhaitant entrer dans une université (d'où le titre de la nouvelle).

## Publications
Entre 1953 et 2014, la nouvelle a été éditée à plusieurs reprises dans des recueils de nouvelles ou des anthologies de science-fiction.

### Publications aux États-Unis
La nouvelle est parue en avril 1953 sous le titre University dans le magazine Galaxy Magazine no 29.
Elle a ensuite été régulièrement rééditée dans divers recueils et diverses anthologies.

### Publications en France
La nouvelle a été publiée en France :
- dans le magazine Galaxie (1re série), n°4, mars 1954 sous le titre Examen de passage ;
- dans l'anthologie Histoires de la fin des temps (1983, rééditions en 1984 et 1986) sous le titre Université.

### Publications dans d'autres pays
- En langue allemande 
  - 1958, Die Universität[3]
  - 1980, Reifeprüfung[4]
- En langue néerlandaise
  - 1967, Universiteit[5]

## Résumé
Brodcuzynski, Braithewaite, Borg, Aventos, M’Bassi, Lao T’Sung, Statlen (qui est le narrateur) sont à bord du vaisseau spatial Le Boomerang et ont été envoyés à travers la galaxie pour découvrir des mondes nouveaux et des civilisations extraterrestres. L'ambiance se détériore rapidement à bord du vaisseau, et les conflits, les incompréhensions, les haines se développent.
Ils entrent alors en contact avec une civilisation galactique, et un extraterrestre, sous l'apparence d'un humain qui se prénomme Sam pour plus de commodité, leur annonce qu'ils ont été détectés et qu'ils vont être soumis à des tests pour déterminer si l'espèce humaine est assez « mature » pour faire partie de la Civilisation galactique. Il précise qu'il s'agit de faire comme on ferait passer un examen de passage à une personne souhaitant entrer dans une université (d'où le titre de la nouvelle) : il faut avoir déjà vécu et être formé ; il faut avoir le niveau minimum requis pour y entrer. Sans être prévenus, les humains passent le test, qui consiste en la présentation d'un extraterrestre ayant pris la forme d'une superbe belle femme humaine puis en la présentation de sa vraie apparence, plutôt repoussante selon les standards esthétiques humains. Les voyageurs se montrent dominés par leurs émotions et leurs instincts les plus bas, notamment le désir ou la perversion sexuelles, l'envie de domination, la soumission, le rejet de l'autre, la haine, le racisme, la volonté de puissance et de destruction.
L'épreuve a donc révélé la vraie nature des humains, qui ne sont pas mûrs pour faire partie des espèces pouvant être acceptées au niveau galactique. Les voyageurs sont replacés dans leur vaisseau spatial, qui est mis sur une orbite en direction de la Terre. Pendant le voyage du retour, ils vont continuer à se comporter comme des enfants, à se chamailler et à se haïr : « Six satanés marmots égoïstes et braillards. Six marmots remuants et babillards mais loin d'être mignons. ».